# 23. People’s Choice Awards-gála
A 23. People’s Choice Awards-gála az 1996-os év legjobb filmes, televíziós és zenés alakításait értékelte. A díjátadót 1997. január 12-én tartották a kaliforniai Pasadena Civic Auditoriumban, a műsor házigazdái Don Johnson és Roma Downey voltak. A ceremóniát a CBS televízióadó közvetítette.

## Győztesek és jelöltek
Forrás:
| Az év új tévévígjátéka             | Az év női előadója                   |
| ---------------------------------- | ------------------------------------ |
| - Cosby                            | - Reba McEntire                      |
| Az év vígjátéka                    | Az év nappali tévéműsora             |
| - Bölcsek kövére                   | - Ármány és szenvedély               |
| Az év férfi tévés sztárja          | Az év férfi előadója                 |
| - Tim Allen                        | - Garth Brooks                       |
| Az év női előadója új tévéműsorban | Az év női tévés sztárja              |
| - Brooke Shields                   | - Oprah Winfrey                      |
| Az év férfi filmsztárja            | Az év vígjátékműsora                 |
| - Mel Gibson                       | - Seinfeld                           |
| Az év drámaműsora                  | Az év női filmsztárja                |
| - Vészhelyzet                      | - Sandra Bullock                     |
| Az év drámája                      | Az év férfi előadója új tévéműsorban |
| - A függetlenség napja             | - Bill Cosby - Michael J. Fox        |
| Az év új drámaműsora               |                                      |
| - Millennium                       |                                      |

## Fordítás
- Ez a szócikk részben vagy egészben  a(z)   23rd People's Choice Awards című angol Wikipédia-szócikk fordításán alapul.  Az eredeti cikk szerkesztőit annak laptörténete sorolja fel. Ez a jelzés csupán a megfogalmazás eredetét és a szerzői jogokat jelzi, nem szolgál a cikkben szereplő információk forrásmegjelöléseként.